# Yarra Valley Classic 2021
Yarra Valley Classic 2021 là một giải quần vợt trong WTA Tour 2021 thi đấu trên mặt sân cứng ngoài trời ở Melbourne, Úc. Giải đấu diễn ra cùng địa điểm với Giải quần vợt Úc Mở rộng 2021, do các giải đấu khác ở Úc bị hủy vì đại dịch COVID-19. Giải đấu diễn ra đồng thời với Gippsland Trophy 2021 và Grampians Trophy 2021. Những tay vợt ban đầu dự định tham dự giải đấu này hoặc Gippsland Trophy, nhưng phải trải qua các biện pháp kiểm dịch nghiêm ngặt khi đến Úc, đã có thể tham dự giải Grampians Trophy 2021. Danh sách tham dự Giải quần vợt Úc Mở rộng 2021 được sử dụng để xác định tay vợt tham dự giải đấu; với một nửa tay vợt (được chọn ngẫu nhiên) tham dự giải Yarra Valley Classic, và nửa còn lại tham dự giải Gippsland Trophy 2021.
Trong trận chung kết đơn nữ, Ashleigh Barty đánh bại Garbiñe Muguruza để giành chức vô địch. Shuko Aoyama và Ena Shibahara vô địch nội dung đôi nữ.

## Điểm và tiền thưởng

### Phân phối điểm
| Sự kiện | VĐ  | CK  | BK  | TK  | Vòng 1/16 | Vòng 1/32 | Vòng 1/64 |
| Đơn     | 470 | 305 | 185 | 100 | 55        | 30        | 1         |
| Đôi     | 470 | 305 | 185 | 100 | 55        | 1         | —         |

### Tiền thưởng
| Sự kiện | VĐ      | CK      | BK      | TK     | Vòng 1/16 | Vòng 1/32 | Vòng 1/64 |
| Đơn     | $50,000 | $33,520 | $18,610 | $8,770 | $5,500    | $4,250    | $3,000    |
| Đôi*    | $20,890 | $13,370 | $8,350  | $4,310 | $2,670    | $2,020    | —         |

*mỗi đội

## Nội dung đơn

### Hạt giống
| Quốc gia | Tay vợt                  | Xếp hạng1 | Hạt giống |
| -------- | ------------------------ | --------- | --------- |
| AUS      | Ashleigh Barty           | 1         | 1         |
| USA      | Sofia Kenin              | 4         | 2         |
| CZE      | Karolína Plíšková        | 6         | 3         |
| CZE      | Petra Kvitová            | 9         | 4         |
| USA      | Serena Williams          | 11        | 5         |
| ESP      | Garbiñe Muguruza         | 15        | 6         |
| CRO      | Petra Martić             | 18        | 7         |
| CZE      | Markéta Vondroušová      | 21        | 8         |
| CRO      | Donna Vekić              | 32        | 9         |
| CHN      | Zhang Shuai              | 35        | 10        |
| RUS      | Anastasia Pavlyuchenkova | 39        | 11        |
| FRA      | Fiona Ferro              | 43        | 12        |
| USA      | Danielle Collins         | 46        | 13        |
| ARG      | Nadia Podoroska          | 47        | 14        |
| FRA      | Kristina Mladenovic      | 50        | 15        |
| CZE      | Marie Bouzková           | 52        | 16        |

- 1 Bảng xếp hạng vào ngày 25 tháng 1 năm 2021.

### Vận động viên khác
Đặc cách:
- Kimberly Birrell
- Lizette Cabrera
- Daria Gavrilova
- Maddison Inglis

Bảo toàn thứ hạng:
- Mona Barthel
- Yaroslava Shvedova
- Zhu Lin
- Vera Zvonareva

Tham dự từ vòng loại Úc Mở rộng:
- Clara Burel
- Elisabetta Cocciaretto
- Olga Danilović
- Francesca Jones
- Greet Minnen
- Tsvetana Pironkova
- Liudmila Samsonova
- Mayar Sherif

Tham dự giải đấu vì có khả năng thua cuộc may mắn ở vòng đấu chính đơn Úc Mở rộng:
- Ysaline Bonaventure
- Ankita Raina
- Kamilla Rakhimova

Thay thế:
- Caroline Dolehide
- Vera Lapko

### Rút lui
Trước giải đấu
- Kirsten Flipkens → thay thế bởi  Vera Lapko
- Zhang Shuai → thay thế bởi  Caroline Dolehide

Trong giải đấu
- Serena Williams

### Bỏ cuộc
- Camila Giorgi

## Nội dung đôi

### Hạt giống
| Quốc gia | Tay vợt           | Quốc gia | Tay vợt             | Xếp hạng1 | Hạt giống |
| -------- | ----------------- | -------- | ------------------- | --------- | --------- |
| HUN      | Tímea Babos       | FRA      | Kristina Mladenovic | 7         | 1         |
| USA      | Nicole Melichar   | NED      | Demi Schuurs        | 23        | 2         |
| JPN      | Shuko Aoyama      | JPN      | Ena Shibahara       | 38        | 3         |
| CHN      | Duan Yingying     | CHN      | Zheng Saisai        | 47        | 4         |
| CHI      | Alexa Guarachi    | USA      | Desirae Krawczyk    | 51        | 5         |
| CHN      | Xu Yifan          | CHN      | Yang Zhaoxuan       | 64        | 6         |
| UKR      | Lyudmyla Kichenok | LAT      | Jeļena Ostapenko    | 67        | 7         |
| AUS      | Ashleigh Barty    | USA      | Jennifer Brady      | 80        | 8         |

- Bảng xếp hạng vào ngày 25 tháng 1 năm 2021

### Vận động viên khác
Đặc cách:
- Lizette Cabrera /  Maddison Inglis
- Jaimee Fourlis /  Charlotte Kempenaers-Pocz
- Olivia Gadecki /  Belinda Woolcock

Thay thế:
- Leylah Annie Fernandez /  Anastasia Potapova
- Danka Kovinić /  Jasmine Paolini
- Aleksandra Krunić /  Martina Trevisan

### Rút lui
Trước giải đấu
- Tímea Babos /  Kristina Mladenovic → thay thế bởi  Leylah Annie Fernandez /  Anastasia Potapova
- Misaki Doi /  Nao Hibino → thay thế bởi  Aleksandra Krunić /  Martina Trevisan
- Anastasia Pavlyuchenkova /  Anastasija Sevastova → thay thế bởi  Danka Kovinić /  Jasmine Paolini

Trong giải đấu
- Marta Kostyuk /  Aliaksandra Sasnovich

### Bỏ cuộc
- Karolína Muchová /  Markéta Vondroušová

## Nhà vô địch

### Đơn
- Ashleigh Barty đánh bại  Garbiñe Muguruza 7–6(7–3), 6–4

### Đôi
- Shuko Aoyama /  Ena Shibahara đánh bại  Anna Kalinskaya /  Viktória Kužmová, 6–3, 6–4